# Dornakal
Dornakal är en ort i Indien.   Den ligger i distriktet Warangal och delstaten Telangana, i den centrala delen av landet, 1 300 km söder om huvudstaden New Delhi. Dornakal ligger 153 meter över havet och antalet invånare är 15 350.
Terrängen runt Dornakal är platt, och sluttar söderut. Runt Dornakal är det tätbefolkat, med 369 invånare per kvadratkilometer. Det finns inga andra samhällen i närheten. Omgivningarna runt Dornakal är en mosaik av jordbruksmark och naturlig växtlighet.